# Kanton Aigrefeuille-sur-Maine
Kanton Aigrefeuille-sur-Maine (fr. Canton d'Aigrefeuille-sur-Maine) je francouzský kanton v departementu Loire-Atlantique v regionu Pays de la Loire. Tvoří ho osm obcí.

## Obce kantonu
- Aigrefeuille-sur-Maine
- Geneston
- La Planche
- Le Bignon
- Maisdon-sur-Sèvre
- Montbert
- Remouillé
- Vieillevigne